# Борова (Словакия)
Борова (на словашки: Borová) е село в западна Словакия, в Търнавски край, в Търнава. Населението му е 454 души.
Разположено е на 233 m надморска височина, на 12 km западно от град Търнава. Площта му е 5,91 km². Кмет на селото е Игор Кошик.